# Xã Rutland, Quận Woodbury, Iowa
Xã Rutland (tiếng Anh: Rutland Township) là một xã thuộc quận Woodbury, tiểu bang Iowa, Hoa Kỳ. Năm 2010, dân số của xã này là 618 người.